# Флаг сельского поселения Шеметовское
Флаг муниципального образования сельское поселение Шеметовское Сергиево-Посадского муниципального района Московской области Российской Федерации — опознавательно-правовой знак, служащий официальным символом муниципального образования.
Флаг утверждён 26 марта 2008 года и внесён в Государственный геральдический регистр Российской Федерации с присвоением регистрационного номера 3967.
Флаг составлен на основании герба сельского поселения Шеметовское по правилам и соответствующим традициям вексиллологии и отражает исторические, культурные, социально-экономические, национальные и иные местные традиции.

## Описание
«Прямоугольное голубое полотнище с соотношением ширины к длине 2:3 несущее вдоль нижнего края полосу (шириной в 1/5 ширины полотнища) состоящую из трёх полос: сверху и снизу выложенных бело-серыми камнями в один ряд, а в середине красную; в середине полотнища стоят на нижней полосе обращённые друг к другу два жёлтых журавля из герба поселения».

## Обоснование символики
Флаг Шеметовского сельского поселения языком символов отражает одну из главных проблем нашего века: борьбу за чистоту окружающей среды. Одним из источников загрязнения могут служить радиоактивные отходы различных отраслей промышленности. Поэтому захоронение и переработка этих отходов является главной заботой Государственного унитарного предприятия города Москвы «Объединённый эколого-технологический и научно-исследовательский центр по обезвреживанию РАО и охране окружающей среды» (ГУП МосНПО «Радон»). Основной полигон НПО «Радон» расположен на территории Шеметовского поселения.
На флаге поселения радиоактивные отходы аллегорически представлены красным цветом (символом энергетики и огня) между каменными стенами.
Фигуры обращённых друг к другу журавлей, в большом количестве расселяющихся в окрестных болотах, устремлённых в чистое небо (лазурь) — символизируют чистоту окружающей природы (её экологичность), а также символизируют связь человека с природой и напоминают о необходимости бережного к ней отношения. Символика журавля многозначна:
— осторожность и бдительность; чуткость, наблюдательность;
— возвышенность, благородство, счастье;
— весну;
— пророчество, осторожность;
— милосердие, верность, чистоту, добродетель;
— добродушие, справедливость, мудрость;
— бессмертие (перелётная, странствующая птица, журавль, согласно мифам, относит души умерших в места, им предназначенные).
Голубой цвет (лазурь) — символ возвышенных устремлений, искренности, преданности, возрождения.
Белый цвет (серебро) — символ чистоты, ясности, открытости, божественной мудрости, примирения.
Жёлтый цвет (золото) — символ высшей ценности, величия, великодушия, богатства, урожая.
Красный цвет — символ красоты, праздника, труда, мужества.